# Momeyer
Momeyer és una població dels Estats Units a l'estat de Carolina del Nord. Segons el cens del 2008 tenia 303 habitants.

## Demografia
Segons el cens del 2000, Momeyer tenia 291 habitants, 118 habitatges i 84 famílies. La densitat de població era de 102,1 habitants per km².
Dels 118 habitatges en un 32,2% hi vivien nens de menys de 18 anys, en un 55,9% hi vivien parelles casades, en un 13,6% dones solteres, i en un 28% no eren unitats familiars. En el 23,7% dels habitatges hi vivien persones soles el 8,5% de les quals corresponia a persones de 65 anys o més que vivien soles. El nombre mitjà de persones vivint en cada habitatge era de 2,47 i el nombre mitjà de persones que vivien en cada família era de 2,91.
Per edats la població es repartia de la següent manera: un 23,4% tenia menys de 18 anys, un 8,6% entre 18 i 24, un 28,5% entre 25 i 44, un 23,4% de 45 a 60 i un 16,2% 65 anys o més.
L'edat mediana era de 38 anys. Per cada 100 dones de 18 o més anys hi havia 78,4 homes.
La renda mediana per habitatge era de 26.875 $ i la renda mediana per família de 36.875 $. Els homes tenien una renda mediana de 27.000 $ mentre que les dones 21.875 $. La renda per capita de la població era de 15.429 $. Entorn del 4,1% de les famílies i el 9,7% de la població estaven per davall del llindar de pobresa.

## Poblacions més properes
El següent diagrama mostra les poblacions més properes.